# Omri Katz
Omri Haim Katz (n. 30 de mayo de 1976) es un actor estadounidense. Sus créditos en cine y TV incluyen Eerie, Indiana; Matinee; Aventuras en la Ciudad de los Dinosaurios; Hocus Pocus; y la teleserie de la CBS Dallas, en esa ocasión interpretó el rol de John Ross Ewing III, hijo de J.R. Ewing (interpretado por Larry Hagman) y Sue Ellen Ewing (Linda Gray) de 1983 a 1991. 
Katz nació y se crio en Los Ángeles,California, es hijo de inmigrantes judíos israelíes: Rina y Yoram Katz. Katz es el menor, sus hermanos mayores son Michael y Lali. Cuando Katz era más joven, vivió en Israel pero prefrió regresar para continuar con su carrera de actor.

## Premios
- 1984 - Soap Opera Digest Award Mejor Actor Joven en una Teleserie por Dallas.

## Filmografía
| Año       | Título                                    | Rol             | Notas               |
| --------- | ----------------------------------------- | --------------- | ------------------- |
| 1983-1991 | Dallas                                    | John Ross Ewing | Serie de TV         |
| 1991-1992 | Eerie Indiana                             | Marshall Teller | Serie de TV         |
| 1992      | Aventuras en la Ciudad de los Dinosaurios | Timmy           |                     |
| 1993      | Matinee                                   | Stan            |                     |
| 1993      | Hocus Pocus                               | Max Dennison    | Largometraje        |
| 1996      | Dallas: J.R. Returns                      | John Ross Ewing | Película para la TV |
| 2002      | Journey into Night                        | Sean            | Cortometraje        |
| 2006      | Perfect Girl                              | David           | Cortometraje        |